# Alessandro Cortini
Alessandro Cortini (24 de mayo de 1976) es un músico italiano conocido por ser músico de gira y de sesión de la banda de rock industrial estadounidense Nine Inch Nails desde 2004 a 2008. Cortini también es el líder de la banda de música electrónica y de rock alternativo de Los Ángeles Modwheelmood, además de haber sido guitarrista de The Mayfield Four desde el 2000 al 2002. Recientemente ha terminado una gira con su proyecto en solitario, blindoldfreak.

## Biografía
Cortini nació en Bolonia, Italia, aunque creció en Forlì. Cortini se trasladó de Italia a Estados Unidos para estudiar guitarra.  Después de graduarse, y alejándose de la guitarra, se enfocó en teclados y sintetizadores. De 2001 a 2002, Cortini giró como guitarrista para The Mayfield Four apoyando el álbum Second Skin. Después de un breve período enseñando guitarra en el Musicians Institute, vio las audiciones para tocar con  Nine Inch Nails.  Reznor dijo que Alessandro Cortini "encajó de inmediato". Reznor también comentó que:

Lo primero que pensé cuando entró Alessandro es que no tenía el look que tenía en mente. Su presencia era intensa pero dulce , no el "te voy a atacar" a lo que los fans enérgicos de NIN están acostumbrados. Después comenzó, y en unos treinta segundos yo estaba como '¡Este es el tipo que busco!' Nunca me arrepentí. Sin menospreciar a Charlie Clouser, Alessandro toca las piezas de estudio lo más humanamente posible.

Cortini salió de gira con Nine Inch Nails entre 2005 y 2008: "Live: With Teeth", "Performance 2007" y "Lights In The Sky Over North/South America". Su papel principal era el de tecladista, aunque tocaba guitarra y bajo en algunas canciones. Además de girar con la banda, Cortini también contribuyó en el álbum instrumental Ghosts I-IV (como cocompositor de varias de las pistas) y el álbum de 2008 The Slip. Una remezcla de Modwheelmood de la canción "The Great Destroyer" aparece en el álbum reeditado de Year Zero, llamado Year Zero Remixed, y aparece en el DVD en directo Beside You In Time y en los videoclips de "The Hand That Feeds" y "Survivalism". Abandonó la banda a finales de 2008, alegando que buscaba hacer otros proyectos.
Cortini también es el líder de la banda de Los Ángeles, Modwheelmood junto con el exguitarrista de Abandoned Pools Pelle Hillstrom. Ellos han lanzado dos EP, ? (2003) y Enemies & Immigrants (2006). En 2007, lanzaron Things Will Change, el disco de remezclas que acompaña Enemies & Immigrants, y lanzaron la primera parte de su álbum Pearls to Pigs, Vol. 1 el 25 de diciembre de 2007 como descarga digital.
Como dato curioso, Alessandro colaboró con la banda inglesa Muse, sustituyendo a su músico de apoyo Morgan Nicholls durante unos conciertos a mediados de 2009 por Estados Unidos.

## Discografía
Con Depeche Mode
- 2024: People Are Good - AC Fool Mix (lanzado el 5 de abril de 2024).

### ConBlindoldfreak
- 2009: 1 (EP, 2009)

### ConModwheelmood
- 2003: ? (EP, 2003)
- 2006: Enemies & Immigrants (EP lanzado en mayo de 2006)
- 2007: Things Will Change (El disco de remezclas que acompaña Enemies & Immigrants lanzado como descarga digital en octubre de 2007.)
- 2007: Pearls to Pigs, Vol. 1 (EP lanzado el 25 de diciembre de 2007)
- 2008: Pearls to Pigs, Vol. 2 (EP lanzado el 26 de febrero de 2008)
- 2008: Pearls to Pigs, Vol. 3 (EP lanzado el 16 de julio de 2008)

### ConNine Inch Nails
- 2007: Beside You in Time (en directo DVD/HD DVD/Blu-ray, 2007)
- 2007: Year Zero Remixed - "The Great Destroyer" (remezcla por Modwheelmood)
- 2008: Ghosts I-IV
- 2008: The Slip
- 2013: Hesitation Marks

### ConJovanotti
- 2008: Safari

### ConLadytron
- 2008: Velocifero (Colaboración y producción. Álbum de junio de 2008)
- 2008: "Ghosts" sencillo (modwheelmood remix, mayo de 2008)

### ConYoav
- 2008: "Adore Adore" (Modwheelmood remix, 2008)
- 2008: "Beautiful Lie" (Modwheelmood remix 2008)

### ConSonoio
- 2010: Sonoio (EP lanzado el 28 de julio de 2010)